# Turbék István
Turbék István (Pápa, 1964. október 24. –) labdarúgó, hátvéd.

## Pályafutása
A Rába ETO csapatában mutatkozott az élvonalban 1982. november 20-án a Vasas ellen, ahol 2–2-es döntetlen született. 1982 és 1990 között 139 bajnoki mérkőzésen szerepelt győri színekben és 4 gólt szerzett. Egy bajnoki arany-, két ezüst- és egy bronzérmet szerzett a csapattal. 1990 és 1992 között a Vasas, 1992 és 1994 között az MTK labdarúgója volt. Utolsó mérkőzésen a Vác FC Samsungtól 3–2-re kapott ki csapata.

## Sikerei, díjai
- Magyar bajnokság
  - bajnok: 1982–83
  - 2.: 1983–84, 1984–85
  - 3.: 1985–86
- Magyar kupa (MNK)
  - döntős: 1984